# Berberis ilicifolia
Berberis ilicifolia es una especie de plantas de la familia de las berberidáceas.

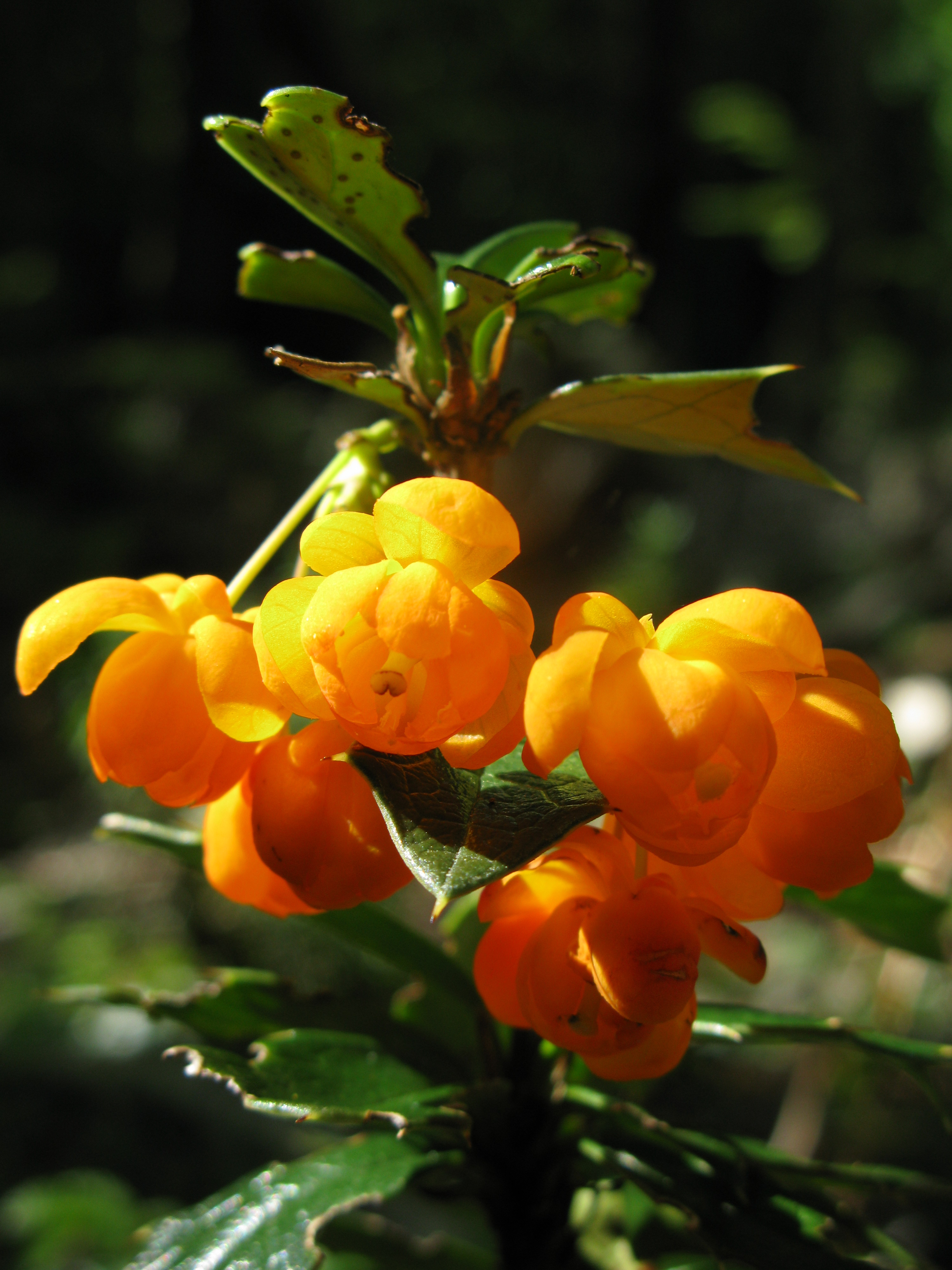
Inflorescencia

## Descripción
Berberis ilicifolia crece en forma de arbusto, alcanzando un tamaño de hasta 4 metros de altura. Las ramitas jóvenes son de color rojo oscuro-marrón, ligeramente peludas, fisuradas con la edad, son de color gris a amarillento. Las cicatrices de las hojas permanecen como un semicircular, con joroba a menudo con corcho. Las espinas son generalmente  curvadas  de 0,4 a 1,2 cm de largo. Los hojas son coriáceas, ovadas, ovado-lanceoladas a elípticas, de 2 a 5 cm de largo y 1,2 a 2,2 cm de ancho. El margen de la hoja  está dotado con un máximo de seis  largas espinas de 1-5  mm. La inflorescencia está compuesta de tres a siete flores de color naranja  de 0,5 a 1 centímetro de largo y con unos 14 brácteas sucesivas. Las frutas son de aproximadamente 1 cm de largo, con cuatro a seis semillas  de 5 a 6 milímetros de largo.

## Distribución y hábitat
Se encuentra en un hábitat de sotobosque en el suroeste de América del Sur en Chile desde la Región de los Lagos a Cabo de Hornos, en la Región de Magallanes y  en Argentina en las provincias de Chubut, Santa Cruz y Tierra del Fuego. 

## Taxonomía
Berberis ilicifolia fue descrita por Carlos Linneo el Joven y publicado en Supplementum Plantarum 210. 1781[1782].
Etimología
Berberis: nombre genérico que es la forma latinizada del nombre árabe de la fruta.
ilicifolia: epíteto latino que significa "común".
Sinonimia
- Berberis lagenaria Poir.
- Berberis subantarctica Gand.	[4]